# Francisco de Jerez
Francisco de Jerez o Francisco López de Xerez (Sevilla, 1497 - ? 1565) fue un conquistador y cronista español.

## Biografía
En 1514, a la edad de quince años, se embarcó en la armada que bajo el mando de Pedro Arias Dávila zarpó de Sanlúcar rumbo a Panamá, donde pasaría los siguientes veinte años. En 1516 acompañó a Vasco Núñez de Balboa en un viaje a la costa del Pacífico, estableciéndose en la villa de Acla como escribano público.
En 1524 se unió a Francisco Pizarro, de quien fue secretario y escribano oficial en la expedición que junto a Diego de Almagro y Hernando de Luque hizo al Perú.
Estuvo presente en Cajamarca durante la captura del emperador inca Atahualpa, tomando parte en el reparto del rescate que este pagó por su liberación, y poco tiempo después se rompió la pierna en un enfrentamiento contra los ejércitos del inca, estando a punto de perder la vida. Este percance lo obligó a decidirse por volver a España en 1534, donde contrajo matrimonio con Francisca de Pineda, de origen aristocrático, y se dedicó al comercio marítimo desde Sevilla. En 1554 regresó a las Indias, donde fallecería en 1565.
Publicó su Verdadera relación de la conquista del Perú y provincia de Cusco, llamada la Nueva Castilla (Sevilla, 1534) como rectificación a La conquista del Perú llamada la Nueva Castilla, publicada pocos meses antes por el también conquistador Cristóbal de Mena. La obra de Xerez desplazaría en popularidad y preferencia a la de Mena por ser su autor el cronista oficial de la conquista, como bien lo demuestran algunas ediciones y reimpresiones que hubo de la Verdadera relación pocos años después.

## Obra
- Verdadera relación de la conquista del Perú (1534).

### Ediciones
- 1534 Xeres, Francisco de, Verdadera relación de la conquista del Perú y provincia del Cuzco. Sevilla. 1534. Fol.
- 1547 (Otra edición). Salamanca, 1547. Fol.
- 1547 (Otra edición). Madrid, 1547. Fol. (Publicada con Chronica de las Indias de Oviedo y Valdez. Valladolid, 1557).
- 1556 Relatione della conquista fatta de F. Pizarro del Perú. Ver Ramusio (G. B.). Navigationi et Viaggi. Vol. 3. Venecia. 1556, etc. Fol.
- 1563 (Otra edición). 1563. Fol.
- 1749 (Otra edición). Conquista del Perú. // Barcia (D. A. G. de). "Historiadores primitivos de las Indias occidentales". Vol. 3. Madrid, 1749. Fol.
- 1849 (Otra edición). Verdadera Relación, etc. Editado por B. C. Aribau. Madrid, 1849. 8.º. (Vol. 26, Bibliotheca de Autores Espagnoles).
- 1891 (Otra edición) Madrid, 1891. (Colección de libros que tratan de América, raros y curiosos).
- 1534 Libro Segunda delle Indie Occidentali. Vinegia, 1534, 4.º.
- 1535 Libro primo de la conquesta del Perú et provincia del Cuzco de la Indie Occidentali. (Traducido por Domingo de Gaztelu). Vinegia, 1535. 4.º.
- 1840 Relazione del conquisto del Perú e della provincia del Cuzco, etc. , traductor D. Piccini. 1840. 8.º. (Vol V., Marmochi's Raccotta di Viaggi).
- 1547 L'histoire de la terre nueve du Pent en l'lndie occidentale, traducido por Jacques Gahory. París, 1547. (Pretende ser un sumario de la obra de Oviedo, pero es una traducción de Jerez).
- 1837 Relation veridique de la conquete du Perou et dela province de Cuzco nomm£e Nouvelle Castille, etc. (Salamanca, 1547). París, 1837. 8.º. (Vol. IV. Ternaux-Compans, Voyages, etc.).
- 1836 Geschichte der Entdeckung und Eroberung Piru's. 1836. 8.º. (Windermann and Hauff, Reisen und Landerbeschreibungen.)
- 1843 Geschichte der Entdeckung und Eroberung Peru's, traducido por P. H. Kulb. Stuttgart, 1843. 8.º.
- 1872 A true account of the province of Cuzco, called New Castile, conquered by Francisco Pizarro, captain to his majesty the emperor, our master. (Salamanca, 1547. 2.ª ed.) Traducido por C. R. Markham. Londres, 1872. 8.º. (Hakluyt Soc. Pub., No. 48. "Reports on the Discovery of Peru").